# Para knas
Para knas är en svensk film i regi och med manus av Nikeisha Andersson med premiär 15 december 2017.

## Rollista (urval)
- Ellen Åkerlund - Amida
- Roshana Hosseini - Sara
- Cedomir Djordjevic - Hassan
- Charlie Petersson - Stoffe